# كانتون اسبيندولا
كانتون اسبيندولا (بالإنجليزية: Espíndola Canton)‏ يقع كانتون في الإكوادور، ويتبع مقاطعة لوخا.